# Zone d'exclusion aérienne

Pays s'étant vu imposer des zones d'exclusion aérienne.

Une zone d'exclusion aérienne (no-fly zone ou no-flight zone en anglais) est un territoire au-dessus duquel aucun appareil aérien n'est autorisé à voler. Tout avion ne respectant pas cette zone est considéré comme avion ennemi et pourra être abattu. Cela est en général appliqué dans un contexte de guerre, pour empêcher le bombardement de populations civiles, d'infrastructures ou d'unités combattantes.
Il faut la distinguer de la notion d'« espace aérien interdit » (prohibited airspace (en) aux États-Unis, zone interdite en France, etc.), au-dessus de bases militaires importantes, de centrales nucléaires ou d'autres infrastructures critiques, ou simplement de grands centres de population, en temps de paix.

## Légalité
La légalité d'une zone d'exclusion aérienne se fonde implicitement sur la résolution 688 du Conseil de sécurité des Nations unies (ONU), en 1991, qui pourtant — selon ses détracteurs — ne la mentionne pas explicitement.
Étant imposée par une ou des puissances extérieures, la zone d'exclusion aérienne constitue une violation de souveraineté et un acte de guerre. Cet acte de guerre peut être mené dans le cadre d'une résolution des Nations unies.

## Précédents de zones d'exclusion aérienne

### Irak
En s'appuyant sur la résolution 688, le nord de l'Irak est déclaré zone d'exclusion aérienne en 1991 à la suite de la guerre du Golfe, puis le sud en 1992 par les États-Unis, la Grande-Bretagne et la France (qui se retire du dispositif en 1996), afin officiellement de protéger la population kurde d'attaques, notamment de bombardements chimiques, de la part du gouvernement irakien. Cette zone d'exclusion aérienne a perduré jusqu'en 2003.

### Bosnie-Herzégovine
Durant la guerre de Bosnie-Herzégovine, une zone d'exclusion aérienne a été décrétée par l'Organisation des Nations unies (ONU), qui chargea l'OTAN de la faire appliquer entre 1992 et 1993.

### Libye
Un projet de zone d'exclusion aérienne a été mis en place par l'ONU le 17 mars 2011 au-dessus de la Libye, lors de la révolte de 2011, pour empêcher le gouvernement du colonel Kadhafi de bombarder les zones tenues par les insurgés.